# Lou Sanders
Lou Sanders, född 24 november 1978, är en brittisk ståuppkomiker, författare och skådespelerska från Broadstairs, i Kent.

## Biografi
Sanders växte upp i kuststaden Broadstairs med sin mor och sin styvfar som var historielärare, och hon hade sporadisk kontakt med sin biologiska far. Hon flyttade hemifrån vid 15 års ålder, och avlade sedermera examen i kommunikation och kulturstudier från London Metropolitan University.
Innan hon började som komiker och underhållare arbetade hon med administration, bland annat som chefsassistent och klagomålshanterare på Ofcom. Hon tog kurser i komik av komikern Logan Murray och en betald blogg om realitysåpan The Apprentice blev hennes första betalda arbete i underhållningsbranschen.
Som ståuppkomiker har hon vunnit delat pris för sin show Shame Pig på Edinburgh Festival Fringe 2018. Hon uppträdde året efter på festivalen med sin show Say Hello to Your New Step Mummy.
Lou Sanders har deltagit i flera panelshower och TV-program som QI, Would I Lie to You?, Travel Man, 8 Out of 10 Cats Does Countdown, Hypothetical, The Russell Howard Hour, Jon Richardson: Ultimate Worrier, Alan Davies: As Yet Untitled, 8 Out of 10 Cats, Red Nose Day for Comic Relief och Russell Howard's Good News. Hon har också skrivit för några av dessa, bland annat 8 out of 10 Cats och Mock the Week.
Hon har även skrivit för situationskomedin Miranda, samt egna kortfilmen Elderflower. Hon har haft roller i Aisling Beas This Way Up och Karl Pilkingtons Sick of It.
Hon vann den åttonde säsongen av Bäst i test England, 2019.